# Kolbila (langue)
Pour les articles homonymes, voir Kolbila et klc.
Le kolbila (ou kolbilari, kolbili, kolbilla, kolena, zoono) est une langue de l'Adamaoua parlée au Cameroun dans la Région du Nord, dans le département du Faro et le canton de Bantadjé, au sud-est de Poli, également à l'est entre Ngaoundéré et Garoua, par la population Kolbila.
Le nombre de locuteurs était de 2 500 en 1997.